# Schloss Thundorf

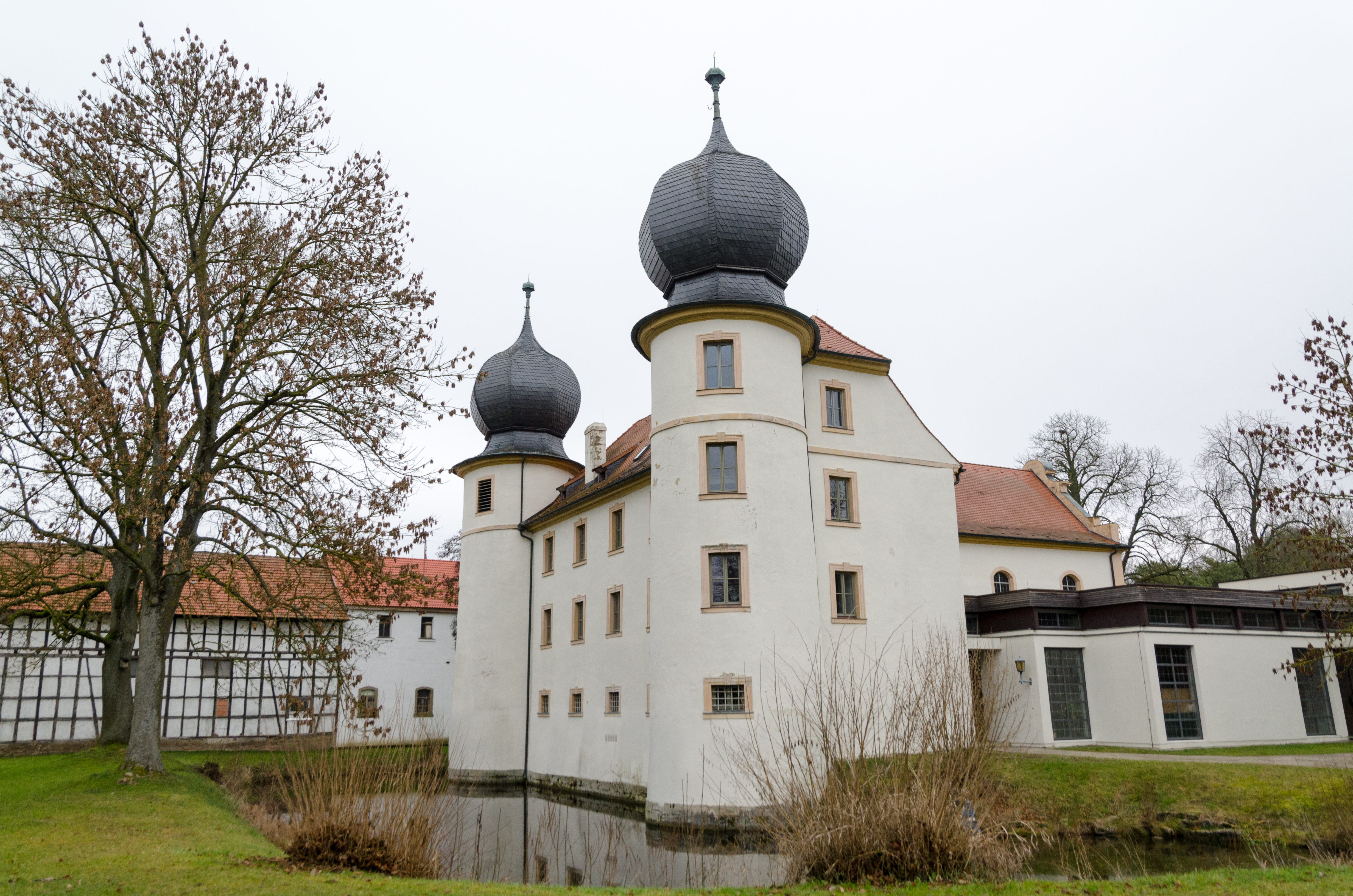
Das Schloss im Jahr 2007

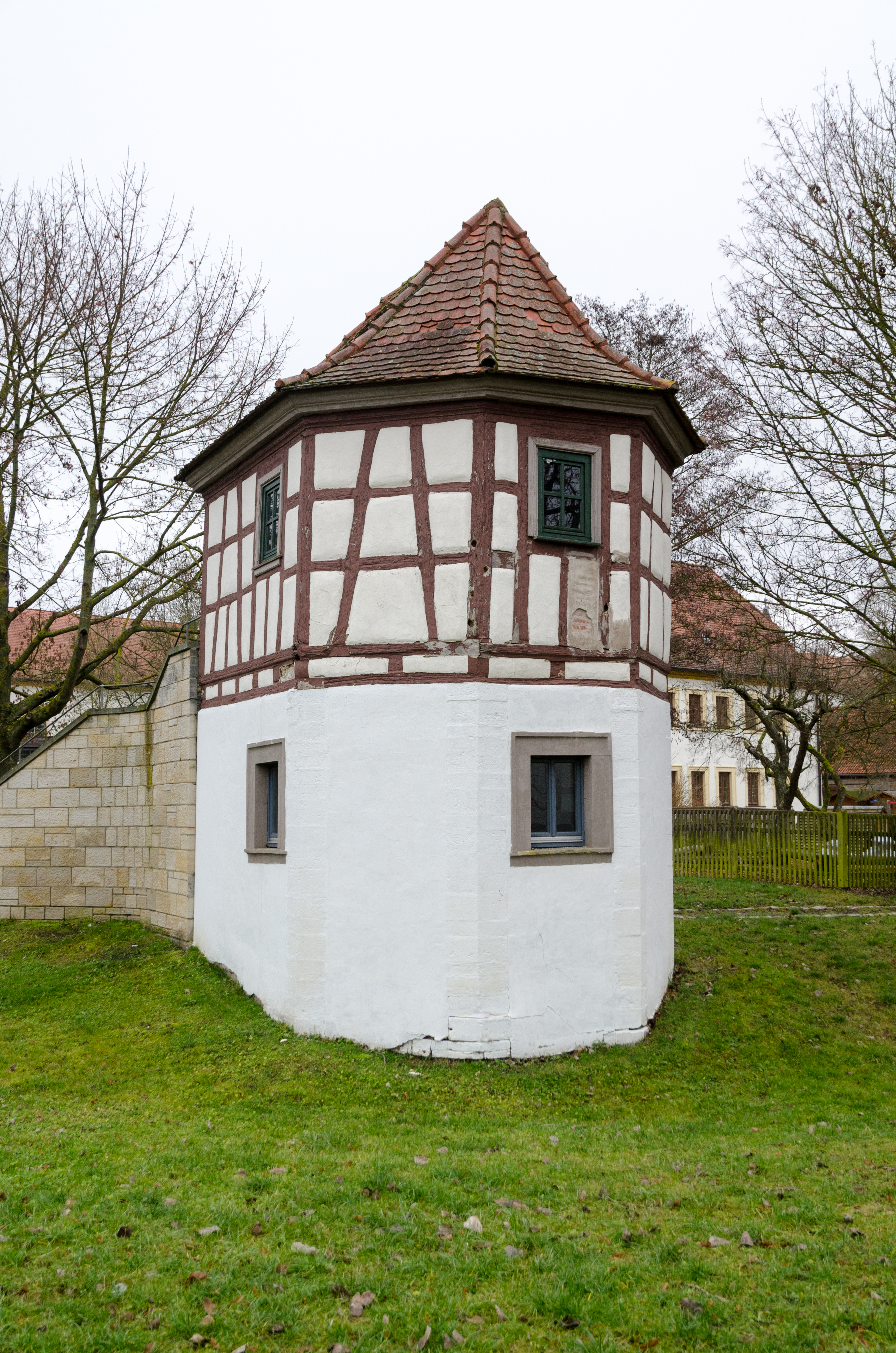
Kirchplatz, Pavillon

Das Schloss Thundorf ist ein Wasserschloss in der Ortsmitte von Thundorf in Unterfranken, das heute als Pfarrzentrum genutzt wird. Es gehört zu den Thundorfer Baudenkmälern und ist unter der Nummer D-6-72-157-3 in der Bayerischen Denkmalliste registriert.

## Geschichte
Nach der Aufgabe des Burgstalls auf der Anhöhe errichteten die Burggrafen von Schaumberg um 1600 ihren Wohnsitz in der Ebene in Form eines Wasserschlosses. Das Wasserschloss ersetzte einen Vorgängerbau, der im Deutschen Bauernkrieg zerstört wurde. E. Titschack geht davon aus, dass dieser Vorgängerbau vor 1444 entstanden sein muss, da eine Urkunde von 1444 zwischen Kemenate und Bergschloss einerseits und Schloss und Dorf Thundorf andererseits unterscheidet. Er widerspricht dabei S. Zeißner, der eine Entstehungszeit von 1485/90 angenommen hatte. und verweist dabei darauf, dass zum einen Hausherr Oskar v. Schaumburg sich um 1485/90 in Jerusalem befand und sich zum anderen in den etwa 60 Baurechnungen für diese Zeit keinerlei Hinweise auf ein Bauunternehmen finden lassen.
Nach dem Dreißigjährigen Krieg ging das heutige, 1600 entstandene Wasserschloss in das Eigentum der Freiherren von Rosenburg über. Diese ließen von 1749 bis 1756 an der Nord-Ost-Front einen zweiten Schlossflügel ergänzen und den alten Schlossflügel sowie die Ecktürme renovieren.
Nach Aussterben der Familie der Freiherren von Rosenburg wurde die Anlage Eigentum des Königreichs Bayern.
Ab 1816 wurde der jüngere Flügel der Anlage unter Baumeister Büttner zur Pfarrkirche St. Laurentius umgebaut. Bei einer Renovierung von Schloss und Kirche im Herbst 1976 wurden Mauerreste sowie Holzpfähle entdeckt. Ob es sich bei den Mauerresten um Reste des Eckturms einer mehrflügeligen Anlage oder um die Grundsteine eines Wehrturmes am Rande der Befestigungsmauer handelt, ist unklar. Die Holzpfähle deuten auf die Errichtung einer Anlage im sumpfigen Gelände hin.

## Beschreibung
Die ursprünglich wohl vierflügelig geplante Anlage wurde nicht ganz ausgeführt. Sie besteht aus einem Hauptbau in Massivbauweise mit zwei mächtigen Zwiebeltürmen im Stil der fränkischen Spätrenaissance. An diesen schließt sich ein Querbau im klassizistischen Stil an (Kirche). 1976 wurden in moderner Betonbauweise der Kirchenraum erweitert und eine Taufkapelle angefügt. Zum Schloss gehören die Zehntscheune mit weiteren Nebengebäuden sowie in kleiner Park, der einen Pavillon in Fachwerkbauweise beherbergt.